# Родохитон
Родохитона (Rhodochiton) е храстовидна катерлива лиана от семйство Scrophulariaceae. Съществуват три вида в този род, като най-често отглеждан е Rhodochiton atrosanguineus, познат също като Rhodochiton volubilis, означаващо лилави камбанки.

## Разпространение
Югозападно Мексико

## Описание
Родохитона принадлежи към растителната група на лозите и лианите. На височина достига до 3 метра, а на широчина до 60 cm. Цъфти от юни до октомври.
Цветове му са дълготрайни, издължени, тръбовидни, тъмно лилави цветове с камбанковидна розова „шапчица“ отгоре, формирана от пет сепали. Листата са сърцевидни, зелени.

## Размножаване
Чрез резници и семена. Кълняемостта е по-добра при засаждане веднага след узряването на семената и събирането им. Старите могат да не покълнат до 40 и повече дни. Събират се през лятото. Засаждат се при 15-18 °C, от март до май месец. Почвата се обеззаразява и поддържа постоянно влажна. След като премине опасността от измръзване, младите растения се аклиматизират за изнасяне на открито когато средно дневните температури достигнат минимум 15 °C. Родохитона е топлолюбив и не издържа на по-ниски температури от 10-12 °C. Препоръчва се всяка година да се отглежда от семена, като едногодишно растение. Обилния цъфтеж от първата година намалява прогресивно през втората и растението обикновено загива.

## Отглеждане
Светлина: От пълно до частично слънцеогряване. Предпочита източното изложение, където родохитона получава достатъчно слънчева светлина сутрин.
Почва: Богата, добре дренирана, по време на засаждане се препоръчва добавяне на хумус.
Поливане: През периода на нарастване, родохитона се нуждае от по-обилно поливане. Почвата трябва да се поддържа влажна, но не подгизнала. Леко засушаване и напълно изсъхване на субстрата се препоръчва единствено при ниски температури.
Подхранване: Ежемесечно, от март до октомври, за предпочитане с комплексен органичен тор, който се добавя с водата при поливане на всеки 20 дни или с бавнодействащи торове, в зависимост от периода на отделяне на активното вещество.
Препоръчва се да се разположи в близост до подходяща конструкция, порта или стена, за която да се прикрепи и развие. На пролет, при по-големи температурни разлики между деня и нощта и висока влажност, при отглеждане на открито, може да развие гъбични заболявания. Препоръчително е профилактично третиране със системен фунгицид, както и при пресаждане на новопоникналите от семена растения. В началото на пролетта също се препоръчва неколкократно третиране с широкоспектърен инсектицид с оглед на евнтулани вредители като листна и власеста (памуклийка) въшки. Тези профилактични мерки трябва да се спазват също при отглеждане в домашни условия.